# Jason Myslicki
Jason Myslicki (* 14. Dezember 1977 in Thunder Bay, Kanada) ist ein kanadischer nordischer Kombinierer.

## Werdegang

### Skispringen
Als Kind übte Myslicki den kanadischen Nationalsport Eishockey aus und fuhr Ski. Durch einen Bericht über den Auftakt des Skisprung-Weltcups in Thunder Bay begann er sich für Skispringen zu interessieren. Mit zwölf sprang er zum ersten Mal von einer K38-Schanze und gab das Eishockey zugunsten des Skispringens auf. Als 14-Jähriger wurde er von Horst Bulau für die kanadische Skisprung-Nationalmannschaft ausgewählt. 1995 startete Myslicki als Skispringer bei der Nordischen Skiweltmeisterschaft im heimischen Thunder Bay. Er wurde 48. auf der Groß- und 39. auf der Normalschanze. Im Skisprung-Weltcup konnte er sich 1996 für zwei Springen in Zakopane qualifizieren, blieb aber ohne Punkte. 1997 beendete er seine Karriere als Skispringer.

### Nordische Kombination
Myslicki begann im Dezember 1998 wieder mit dem Leistungssport, diesmal als nordischer Kombinierer. Er konnte sich bereits für die im Februar 1999 in Ramsau stattfindende Nordische Ski-WM qualifizieren, wo der die Ränge 41 und 49 belegte.
Für die Olympischen Spiele von Salt Lake City 2002 wurde Jason Myslicki vom Canadian Olympic Committee nicht nominiert. Bei den unmittelbar vor und nach den Spielen ausgetragenen B-Weltcups zeigte er jedoch mit einem Sieg und zweiten Plätzen ansprechende Leistungen.
Im November 2003 erreichte der Kanadier in Kuusamo mit Rang 27 erstmals Punkte im A-Weltcup. Für die Olympischen Winterspiele 2006 hatte das kanadische NOK die Qualifikationskriterien gelockert. Myslicki war Fixstarter, wurde aber davor durch zwei Verletzungen behindert. Zuerst brach er sich die Schulter, und im März 2005 musste er sich einer Knieoperation unterziehen. Die Spiele selbst verliefen für ihn mit zwei 41. Plätzen nicht zufrieden stellend. Nach der Saison 2006 beendete vorerst seine Karriere als nordischer Kombinierer.
Im folgenden Winter versuchte sich Myslicki als Eisschnellläufer. Nach acht Monaten gab er diesen Sport wieder auf und wurde Trainer für Skisprung und Nordische Kombination in Calgary. In Hinblick auf die Olympischen Spiele 2010 in seiner kanadischen Heimat beschloss er im März 2008 wieder mit der Kombination zu beginnen. Im Januar 2009 bestritt er bei der olympischen Generalprobe im Whistler Olympic Park sein erstes Weltcuprennen seit fast drei Jahren. Kurze Zeit später erreichte der Kanadier mit Rang 23 in Chaux-Neuve sein bestes Weltcupergebnis. In Vancouver 2010 ist Jason Myslicki der einzige Vertreter Kanadas in der nordischen Kombination.

## Erfolge

### Olympische Spiele
- Turin 2006: 41. Sprint

### Weltmeisterschaften
- Thunder Bay 1995: Skispringen 48. Großschanze, 39. Normalschanze
- Ramsau 1999: 41. Sprint, 49. Gundersen
- Lahti 2001: 34. Sprint, 46. Gundersen
- Val di Fiemme 2003: 33. Sprint, 38. Gundersen
- Liberec 2009: 42. HS 100 – 10 km, 37. HS 134 – 10 km

### Weltcup
- 6 Platzierungen unter den besten 30